# ماسامیتسو کوبایاشی
ماسامیتسو کوبایاشی (انگلیسی: Masamitsu Kobayashi؛ زادهٔ ۱۳ آوریل ۱۹۷۸) بازیکن فوتبال اهل ژاپن است.
از باشگاه‌هایی که در آن بازی کرده‌است می‌توان به باشگاه فوتبال توکیو، باشگاه ورزشی توچیگی، و باشگاه فوتبال ساگان توسو اشاره کرد.